# Kulturgeschichte der Roboter
Roboter sind seit dem 20. Jahrhundert ein häufiges Thema vor allem in der Science-Fiction. Während sich die Vorstellung von künstlich erschaffenen Menschen bereits in der Antike findet, bekam mit den zunehmenden Fortschritten der Robotik der technisch realisierte Maschinenmensch neue Brisanz. In der Kunst wird anhand des Roboters vielfach das Verhältnis von Mensch und Maschine ausgelotet.

## Roboter in der Literatur
Vom Menschen erschaffene künstliche Wesen haben in der Literatur eine lange Tradition, bekannte Beispiele sind der durch Magie erschaffene Golem oder alchimistisch erzeugte Homunculi. Eine mit der Tochter von Kaiser Maurikios vom iranischen Hofstaat verwechselte roboterartige Gliederpuppe wird im persischen Epos Schahname des Dichters Firdausi erwähnt. Die Vorstellung von Robotern im Sinne von Maschinenmenschen beziehungsweise autonomen Maschinenwesen, die durch menschliche Wissenschaft und Technik verwirklicht werden, entwickelt sich jedoch erst in der Neuzeit. In der Literatur des 18. Jahrhunderts werden täuschend menschenähnliche „Automaten“ beschrieben, die durch eine kunstvolle Mechanik zum (scheinbaren) Leben erweckt werden (siehe auch: Geschichte der Automaten). E. T. A. Hoffmann erzählt in Die Automate (1819) von einem mechanischen Orakel, das an den sogenannten Schachtürken angelehnt ist.
In den Groschenheften des ausgehenden 19. Jahrhunderts findet sich beispielsweise die Fiktion eines dampfgetriebenen Maschinenmenschen (The Steam Man of the Prairies von Edward S. Ellis, 1868). Da sich das Wort „Roboter“ für die künstlichen Menschen noch nicht eingebürgert hat, werden solche Figuren noch als „Automat“ oder „mechanischer Mensch“ (englisch mechanical man) bezeichnet. Im Jahre 1886 publizierte der Schriftsteller Auguste de Villiers de L’Isle-Adam den Roman L' Eve future (dt. Die Eva der Zukunft oder Edisons Weib der Zukunft), in dem ein weiblicher Automat als Lebensgefährtin eines vornehmen Lords dienen soll.

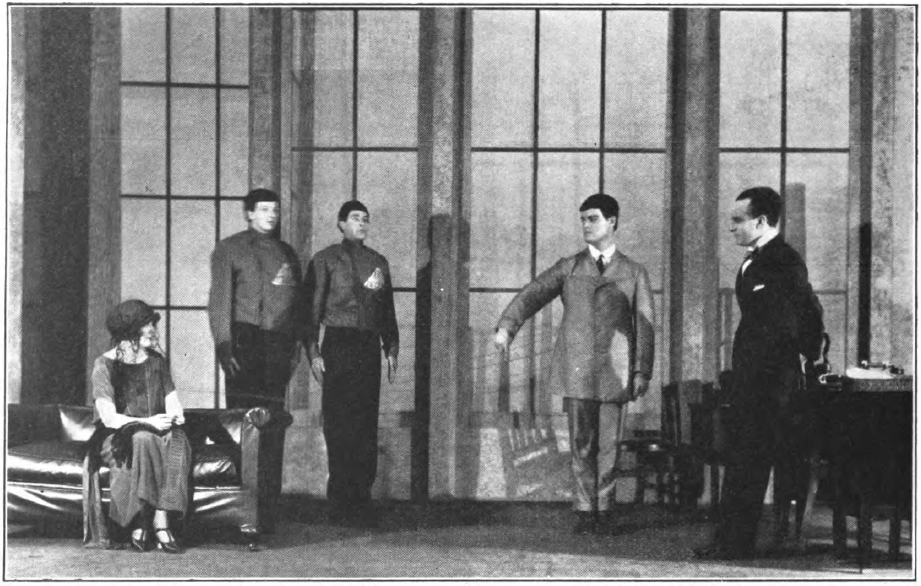
Der Begriff Roboter stammt aus Karel Čapeks Drama R.U.R. (Inszenierung aus dem Jahr 1924)

Zum ersten Mal wurde die von Josef Čapek geprägte Bezeichnung „Roboter“ von Karel Čapek 1921 in dem Drama R.U.R. – Rossum’s Universal Robots verwendet. Das Wort leitet sich vom tschechischen robota, Frondienst, ab. Die in dem Theaterstück vorgestellten Roboti sind Kunstmenschen auf der Basis von synthetischem Protoplasma, doch die Bezeichnung wurde bald auch auf die zeitgenössische Vorstellung mechanisch konstruierter Automaten übertragen.

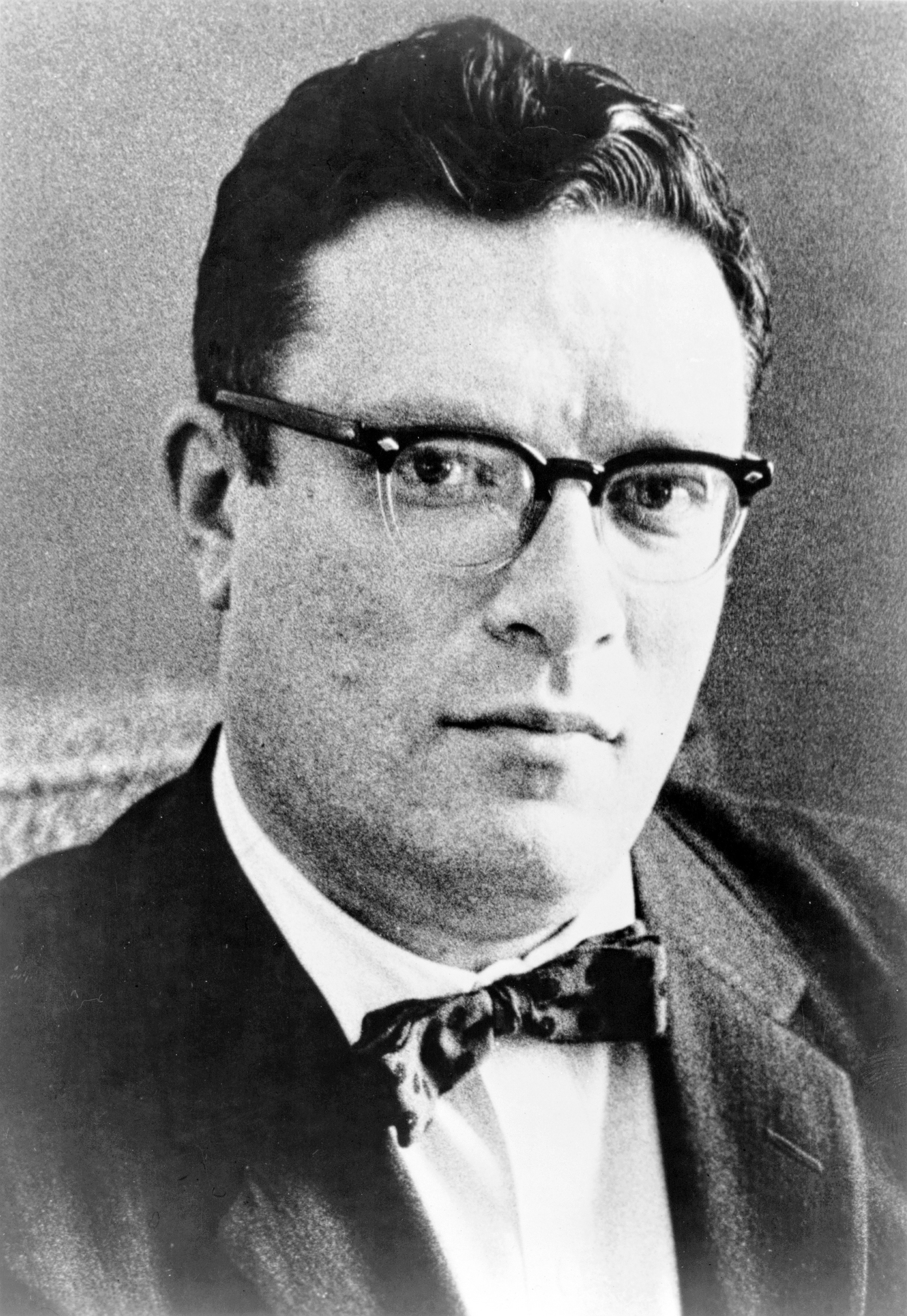
Isaac Asimov 1965

Durch die Erzählungen Isaac Asimovs wurde der Begriff Roboter einem größeren Publikum bekannt. 1942 beschrieb er in Runaround zum ersten Mal die drei Robotergesetze, die auch heute noch häufig in der Science-Fiction-Literatur rezipiert werden. 1950 veröffentlicht er mit Ich, der Robot eine Sammlung von Kurzgeschichten zu diesem Thema. Isaac Asimov war fortschrittsgläubig und sah im Roboter zumeist einen Gehilfen bei alltäglichen Verrichtungen und einen Assistenten, der die Menschen dabei unterstützt, das Weltall zu bevölkern, zum Beispiel in seinen Kurzgeschichten Vernunft (Reason, 1941) und Runaround (1942).
Jack Williamson beschrieb im Jahr 1939 mit After World’s End (Jenseits von Raum und Zeit) einen humanoiden Roboter, der sich energisch gegen die Menschheit wendet. Jack Williamson begann danach im Jahr 1947 mit The Humanoids oder With Folded Hands und im Jahr 1952 mit Wing 4 eine Reihe von Romanen über humanoide Roboter, die ihre Aufgabe, den Menschen zu dienen und sie zu beschützen, ein wenig zu gründlich durchführen, was die Freiheit der Menschen stark einschränkt.
Philip K. Dick beschrieb 1953 in seiner Kurzgeschichte Second Variety (Variante Zwei, verfilmt als Screamers) nicht-humanoide und humanoide Killerroboter, und 1955 in seiner Kurzgeschichte Autofac (Autofab oder Krieg der Automaten) eine von den Menschen unerwünschte selbstständige Entwicklung von um die Rohstoffe konkurrierenden Roboterfabriken zu Nanorobotern.
Der polnische Autor Stanisław Lem veröffentlichte ab den 1950er Jahren den Erzählzyklus Kyberiade. Hauptfiguren sind Klapauzius und Trurl, zwei menschengleiche, denk- und empfindungsfähige Roboterwesen, die selbst als Konstrukteure von Maschinen tätig sind und in einer überwiegend von Robotern bevölkerten Welt existieren.
Auch in die Kinderliteratur fanden Roboterfiguren Einzug. 1967 wurde das Buch Robbi, Tobbi und das Fliewatüüt veröffentlicht, in dem der Roboter ROB 344-66/IIIa und der Erfinder Tobias Findteisen gemeinsame Abenteuer erleben. Ellis Kaut veröffentlichte 1974 das Kinderbuch Schlupp vom grünen Stern über einen kleinen Roboter vom Planeten Balda 7/3, der unerwünscht eine Seele und Gefühle entwickelt und deshalb auf einen Müllplaneten geschossen werden soll, stattdessen aber auf der Erde landet. Die Augsburger Puppenkiste verfilmte 1986 Schlupp als Marionettenstück.
In dem im Mai 2019 erschienenen Roman Maschinen wie ich des britischen Schriftstellers Ian McEwan, publiziert durch den Diogenes Verlag, geht ein junges Liebespaar eine verzwickte Dreiecksbeziehung mit einem Androiden namens Adam ein. In dem Roman Die Nacht war bleich, die Lichter blinkten von Autorin Emma Braslavsky, der im August 2019 im Suhrkamp Verlag erschienen ist, verkauft ein Robotik-Unternehmen menschengleiche Roboter als künstliche Lebenspartner, um zivilisatorische Probleme wie soziale Einsamkeit und Beziehungslosigkeit zu bekämpfen. Ein todkrankes Mädchen schließt in dem Roman Klara und die Sonne Freundschaft mit einem weiblichen Androiden namens Klara, geschrieben hat das im März 2021 im Blessing-Verlag erschienene Buch der Schriftsteller und Literaturnobelpreisträger Kazuo Ishiguro. Der Roman ist aus der Ich-Perspektive des Roboters verfasst, wie die Androidin Klara die Welt der Menschen sieht. In dem KI-Roman Die Erfindung des Ungehorsams (Unionsverlag) von Martina Clavadetscher, der mit dem Schweizer Buchpreis 2021 ausgezeichnet wurde, tritt eine Frau auf, die in einer Sexpuppenfabrik in China arbeitet, wo künstliche Frauenkörper hergestellt werden. Für ihren Roman ließ sich Schriftstellerin Clavadetscher vom Lebenswerk der Mathematikerin Ada Lovelace inspirieren, die sie als „Urmutter der Programmierung und des Computers“ begreift. Von einem Computer, dem Wissenschaftler ein menschliches Bewusstsein verleihen wollen, handelt der Roman Dave von Schriftstellerin Raphaela Edelbauer, der den Österreichischen Buchpreis 2021 zuerkannt bekam.

## Roboter in Filmen

### Filmgeschichte
Der 1897 entstandene Kurzfilm Gugusse et l’Automate des Filmpioniers Georges Méliès zeigte wahrscheinlich zum ersten Mal einen Roboter auf der Kinoleinwand. Der heute verschollene Film handelte von einer Auseinandersetzung zwischen dem Clown Gugusse und einem „Automaten“.
1911 erschien der zehnminütige Kurzfilm The Automatic Motorist von Walter R. Booth, in dem ein Roboter-Chauffeur vorkommt.
Im 1919 erschienenen Episodenfilm The Master Mystery mit dem Zirkuskünstler Harry Houdini findet sich ein weiteres frühes Beispiel für den Auftritt eines Roboters. Der 1921 veröffentlichte italienische Film L’uomo meccanico von André Deed handelt von Ganoven, die einen ferngesteuerten Roboter in ihre Gewalt bringen, um mit seiner Hilfe Verbrechen zu begehen.
Zu den bekanntesten Roboterdarstellungen der Stummfilmära gehört der weibliche Maschinenmensch in Fritz Langs Metropolis von 1927.
Der erste Roboter, der im Fernsehen auftrat, war I Tobor in der Science-Fiction-Serie Captain Video and His Video Rangers (ab 1949).
Bekannte Robotergestalten der 1950er Jahre sind der riesenhafte Wächter Gort aus dem Film Der Tag, an dem die Erde stillstand (1951) und der Roboter Robby aus Alarm im Weltall (1956). Robby war in der Folgezeit in einer ganzen Reihe von Filmen und Fernsehsendungen zu sehen und diente außerdem als Vorbild für viele Spielzeugroboter.
Die Star-Wars-Saga (1977–2005) zeigt mit R2D2 und C3PO Roboter in einer komödiantischen Rolle. Die beiden Figuren sind gleichzeitig charakteristische Beispiele für unterschiedliche Robotertypen: während der „Protokolldroide“ C3PO ein humanoider Roboter ist, ist R2D2 ein „Astromech-Droide“ ohne menschenähnliches Aussehen.
In der Serie Star Trek – The Next Generation (1987–1994) ist der Androide Data ein Führungsoffizier, der sich oft mit der Frage seiner eigenen Menschenähnlichkeit auseinandersetzt. In Nummer 5 lebt! entwickelt ein Militärroboter eine naive Persönlichkeit. Filme wie Terminator und I, Robot bieten weitere bekannte Beispiele für die Darstellung von Androiden und humanoiden Robotern, die den Menschen feindlich entgegentreten oder helfend zur Seite stehen.
Auch Industrieroboter (nicht-humanoide Roboter) finden den Weg auf die Leinwand. In Filmen wie James Bond 007 – Stirb an einem anderen Tag, Thunderbirds, Tomb Raider – Die Wiege des Lebens und Sakrileg wurden KUKA-Industrieroboter in Szene gesetzt. Der Dokumentarfilm Plug & Pray thematisiert die Auswirkungen des zunehmenden Einsatzes von Robotern auf das Selbstbild des Menschen. Er stellt Roboter wie den japanischen Geminoid von Hiroshi Ishiguro, den italienischen ICub oder das deutsche MuCar-3 vor.
Der Spielfilm Robot & Frank von 2012 erzählt, unter Regie von Jake Schreier, von der entstehenden Freundschaft zwischen einem älteren Demenzkranken und einem Pflegeroboter.
In der japanischen Stadt Yokohama wacht seit 2020 nach sechsjähriger Entwicklungszeit ein Riesenroboter namens Gundam, der 18 Meter hoch und 25 Tonnen schwer ist, als Touristenattraktion über das dortige Hafengebiet. Der Riesenroboter, in dem sich ein Cockpit befindet und dessen Hände je zwei Meter lang sind, beruht als Figur auf einer Science-Fiction-Fernsehserie, kann sich bewegen und auf die Knie sinken. Hergestellt hat den Riesenroboter das Unternehmen „Gundam Factory Yokohama“ unter Geschäftsführer Shin Sasaki.

### Roboter im Film
- Die beiden Roboter in L’uomo meccanico (1921)

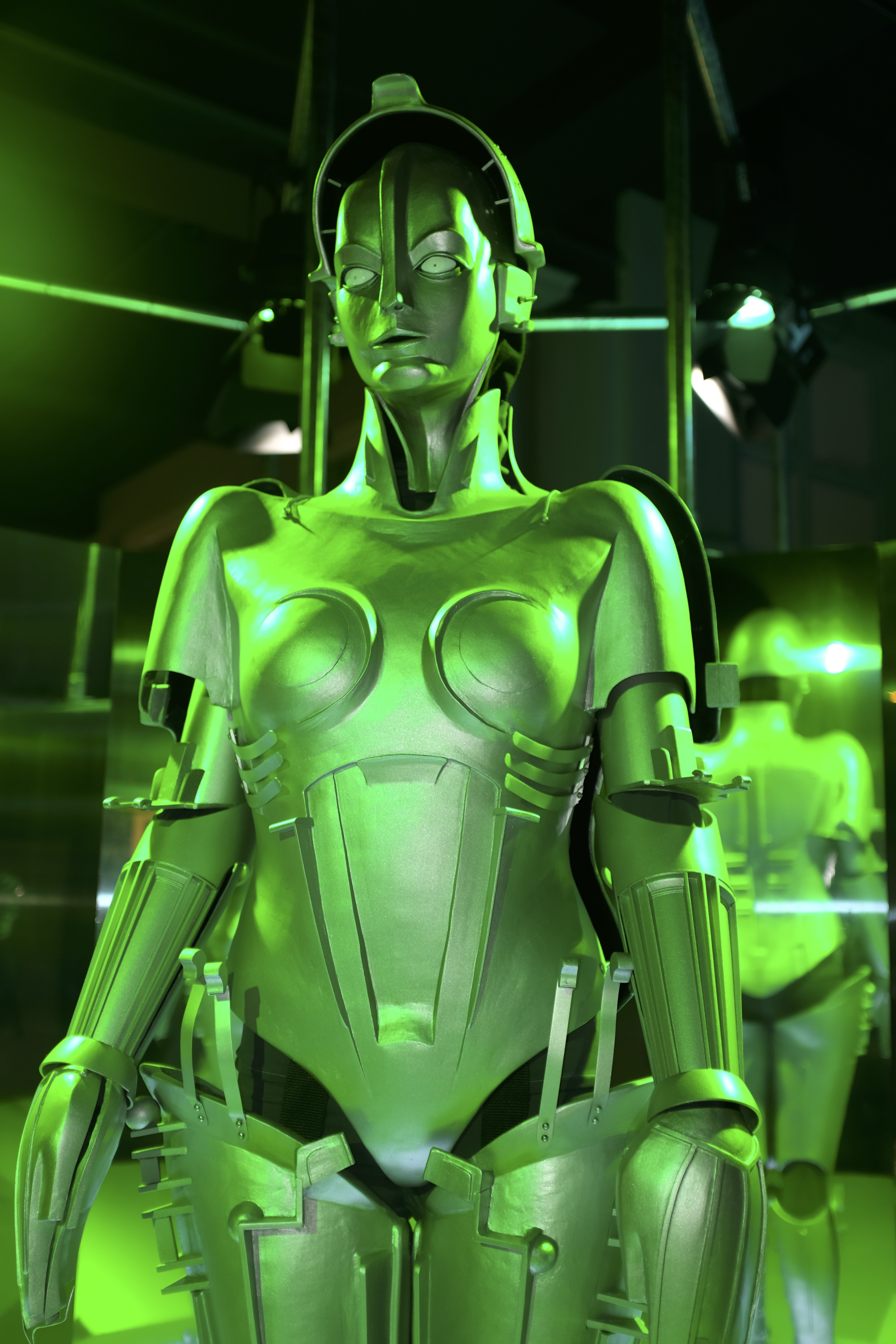
Eine falsche Maria im Science Museum, London

- Die falsche Maria – Metropolis (1927)
- Die Arbeitsroboter in The Phantom Empire (1935)
- Gort – Der Tag, an dem die Erde stillstand (1951)
- Gog und Magog in Gog (1954), die ersten Roboter im Film, die nicht humanoides Aussehen hatten
- Chani in Devil Girl from Mars (1954)
- Die venusischen Roboter in Target Earth (1954)
- Tobor in Tobor the Great (1954)
- Robby – Alarm im Weltall (1956)
- Tor in La nave de los monstruos (1959)
- Der Roboter Omega in Der schweigende Stern (1960)
- Robert the Robot in der Fernsehserie Fireball XL5
- John the Robot – Planet der Stürme (1962)
- Josef in Clown Ferdinand und die Rakete (1963)
- Rob in Galaxy Boy Troop (Supermarionation-Fernsehserie, 1963–1965)
- Der Roboter – Lost in Space (1965–1968)
- RX2714 – Raumpatrouille Orion (1966)
- Die arkonidischen Roboter in Perry Rhodan – SOS aus dem Weltall (1967)
- Die Roboterpolizeieinheiten – THX 1138 (1971)
- Die Jetsons – die humanoide Haushälterin Rosey (Zeichentrickserie ab 1962)
- RA 0-560 in Eolomea (1972)
- Huey, Dewey und Louie – Lautlos im Weltraum (1972)
- Robbi (ROB 344-66/IIIa) – Robbi, Tobbi und das Fliewatüüt (1972)
- Der Schläfer, eine Parodie über das Sci-Fi-Genre (1973)
- Westernheld (Yul Brynner) in Westworld (1973)
- Mechagodzilla in King Kong gegen Godzilla (1974)
- Der Roboter Blasius in Abenteuer mit Blasius (1975)
- Sich selbst nachbauende Roboterkrebse in Insel der Krebse von Anatoli Dneprow (1975)
- diverse in Futureworld – Das Land von Übermorgen (1976)
- Ehefrauen in Die Frauen von Stepford (1975), (2004)
- C-3PO und R2-D2 – Star Wars (1977)
- Die mechanische Haushalthelferin Mathilde Dosenfänger in der Zeichentrickserie Doctor Snuggles (1979)
- Maximilian und Vincent – Das schwarze Loch (1979)
- Ash – Alien (1979)
- Die Replikanten in Blade Runner (1982), basierend auf einem Roman von Philip K. Dick
- Dr. Daniel in Der Android (1982)
- Roboterspinnen in Runaway – Spinnen des Todes (1984)
- T-800 in Terminator (1984)
- Shopping (1986): Durch einen Blitzeinschlag außer Kontrolle geratene Sicherheitsroboter in einem Einkaufszentrum machen Jagd auf eine Gruppe junger Leute
- Johnny 5 in Nummer 5 lebt! (1986) und Nummer 5 gibt nicht auf (1988)
- Cherry in Cherry 2000 (1987)
- Lt. Cmdr. Data – Raumschiff Enterprise – Das nächste Jahrhundert (seit 1987)
- Die totale Gefahr (englisch Project: Tin Men), von Karen Arthur, 1990[14]
- Toys, 1992 (die kindlich naive Roboter-Schwester Alsatia Zevo, gespielt von Schauspielerin Joan Cusack)
- Virtuosity, 1995, mit Denzel Washington und Russell Crowe: Ein programmierter Androide, der Persönlichkeitsstrukturen von 200 Serienmördern in sich vereint, begeht willkürlich Mord und Totschlag
- Unterschiedliche Killer-Roboter in Screamers – Tödliche Schreie (1995)
- Annalee Call in Alien – Die Wiedergeburt (1997)
- Der Gigant aus dem All (1999), Cartoon
- R. Andrew Martin – Der 200 Jahre Mann (1999) nach einer Kurzgeschichte von Isaac Asimov
- Bender aus Futurama (ab 1999)
- Musikvideo von Garbage The World Is Not Enough, die Sängerin Shirley Manson wird unabhängig von der Handlung dieses James-Bond-Films als Killer-Roboter dargestellt (1999)
- Die Replikatoren, eine zellulär aufgebaute und reproduktionsfähige Roboterrasse in der Science-Fiction-Fernsehserie Stargate – Kommando SG-1 (2000)
- diverse in A.I. – Künstliche Intelligenz (2001)
- Robotic Angel – Metropolis (2001), Anime-Zeichentrickfilm, Drehbuch: Katsuhiro Otomo
- Sonny in I, Robot (2004), inspiriert von Kurzgeschichten von Isaac Asimov
- Marvin in Per Anhalter durch die Galaxis (2005), nach dem gleichnamigen Roman von Douglas Adams
- Rodney in Blue Sky’s Robots (2005)
- I’m a Cyborg, But That’s OK (2006)
- WALL-E in WALL·E – Der Letzte räumt die Erde auf (2008)
- Geminoid, ICub, Robovie, MuCar-3 in Plug & Pray (2010)
- Real Steel (2011), Hauptdarsteller: Hugh Jackman, Boxroboter treten im Ring gegeneinander zum Kampf an
- Der mechanische Mensch in Hugo Cabret (2011)
- TARS und CASE in Interstellar (2014)
- Chappie in Chappie (2015)
- Ava in Ex Machina (2015)
- Mehrere Charaktere in A World Beyond von The Walt Disney Company von 2015
- Gefügige Sexroboter eines dubiosen Vergnügungstempels in Vice (2015) mit den Schauspielern Bruce Willis und Ambyr Childers
- Next Gen – Das Mädchen und ihr Roboter (2018)
- Der weibliche Android Ash, gespielt von Schauspielerin Suki Waterhouse, in Future World (2018)
- F.R.E.D.I. (2018) von Sean Olson mit Angus Macfadyen und Kelly Hu
- I Am Mother (2019), ein Roboter als mütterlicher Ersatz zieht aus einem gelagerten Embryo ein kleines Mädchen auf, um die ausgestorbene Menschheit nach zu züchten und die Erde wieder zu besiedeln.
- The Trouble with Being Born (2020), Regie: Sandra Wollner, mit Jana McKinnon und Lena Watson
- Jingle Jangle: A Christmas Journey (2020), mit Forest Whitaker
- Bill & Ted retten das Universum (2020): In der Filmkomödie reist ein weißer humanoider Killerroboter durch die Zeit auf der Jagd nach den beiden Rockmusikern Bill und Ted
- Ich bin dein Mensch (2021), Regie: Maria Schrader, mit Maren Eggert – Gewinner des Silbernen Bären der Berlinale 2021 in der Kategorie Beste Hauptrolle[15]

## Roboter in der Bildenden Kunst
Das wohl prominenteste Beispiel für die Verwendung des Roboters in der Bildenden Kunst ist die Gruppe der „Family of Robots“ des koreanischen Videokünstlers Nam June Paik. Bereits 1964 entwickelte Paik zusammen mit dem japanischen Ingenieur Shuya Abe den Roboter „K456“, welcher Paik fortan bei Performances vertreten sollte – bis K456 in den „first accident of the 21. century“ verwickelt wurde. In den 1980er Jahren entstand die „Family of Robots“, zunächst mit „Mother“ und „Father“ (1983/86), welche um etliche Figuren („Aunt“, „Uncle“) erweitert wurden. Dabei handelte es sich vor allem auch um Figuren der Geschichte oder literarischen Fiktion, wie zum Beispiel Albert Einstein, Attila oder Edgar Allan Poe, aber auch Freunden von Paik: John Cage, Merce Cunningham oder Joseph Beuys.
SHIFZ ist die abgekürzte Selbstbezeichnung der österreichischen Künstlervereinigung Syntharturalistische Kunstvereinigung. Sie wurde 1996 gegründet und thematisiert hauptsächlich das Verhältnis von Mensch und Maschine.
Die Kunstgruppen monochrom und Shifz veranstalten Events, die sich künstlerisch mit Robottechnologie beschäftigen. Sie veranstalten gemeinsam die Roboexotica, das Festival für Cocktail-Robotik.
monochrom veranstaltet das Festival Arse Elektronika, das den kreativen Umgang mit Sex und Technologie als Kernthema hat, und präsentiert dort künstlerische Sexroboter.
Der japanische Illustrator Hajime Sorayama zeichnet weibliche, chromglänzende Roboter in lasziven bis erotischen Posen. So wählte die amerikanische Rockband Aerosmith für ihr 2001 erschienenes Album Just Push Play eine Zeichnung von Hajime Sorayama als Albumcover. Für ihre Schallplatten Sign in please (1984) und That’s the Stuff (1985) verwendete auch die Glam-Metal-Band Autograph von Sorayama gezeichnete Motive.
Das Werk des Schweizer Malers HR Giger, berühmt für sein Filmdesign zu Ridley Scotts Alien, dominiert der von ihm geprägte Begriff der Biomechanoiden, eine Verschmelzung von Technik und Mechanik mit dem Kreatürlichen sowie Einflüssen des Phantastischen Realismus.
Von 12. Juni bis 6. Juli 2019 stellte die The Barn Gallery des St. John’s College der Universität Oxford unter dem Titel Unsecured Futures verschiedene Zeichnungen und Gemälde des weiblichen Roboters Ai-Da aus. Entwickelt wurde der humanoide Roboter (drawing robot artist) mit dem Antlitz einer Frau, unterstützt durch ein Team aus Informatikern, Robotik-Experten und Designern, von Galerist Aidan Meller. Ai-Da zeichnet mit Kreide und malt in Acryl.
In der Kunsthalle Gießen stellte die Künstlerin Louisa Clement (* 1987 in Bonn) unter dem Titel Double Bind von 7. Mai bis 26. September 2021 eine menschengroße humanoide Roboter-Puppe mit Silikon-Haut aus, die nach ihrem Ebenbild gestaltet ist und Antworten auf ihr gestellte Fragen geben kann, was über ein programmiertes Dialog-System mit zuvor 2000 eingespeisten Fragen abläuft. Entwickelt wurde diese lernfähige Künstliche Intelligenz an der Universität des Saarlandes. Dieselbe Roboter-Puppe präsentiert die Künstlerin auf der Luxembourg Art Week im November 2022.
Im Rahmen der Sonderausstellung „Transformers – Meisterwerke der Sammlung Frieder Burda im Dialog mit künstlichen Wesen“, die von 10. Dezember 2022 bis 30. April 2023 geht, sieht man im Museum Frieder Burda in Baden-Baden einen weiblichen humanoiden Roboter mit blonden Haaren, weißem Kleid und Hakennasen-Maske vor einem Spiegel tanzen. Ein weiterer weiblicher Roboter sitzt auf einer Bank und dreht den Kopf. Außerdem kommt in der Schau eine kleine weiße Roboter-Maus in einem Wandloch vor.

## Roboter in der Musik

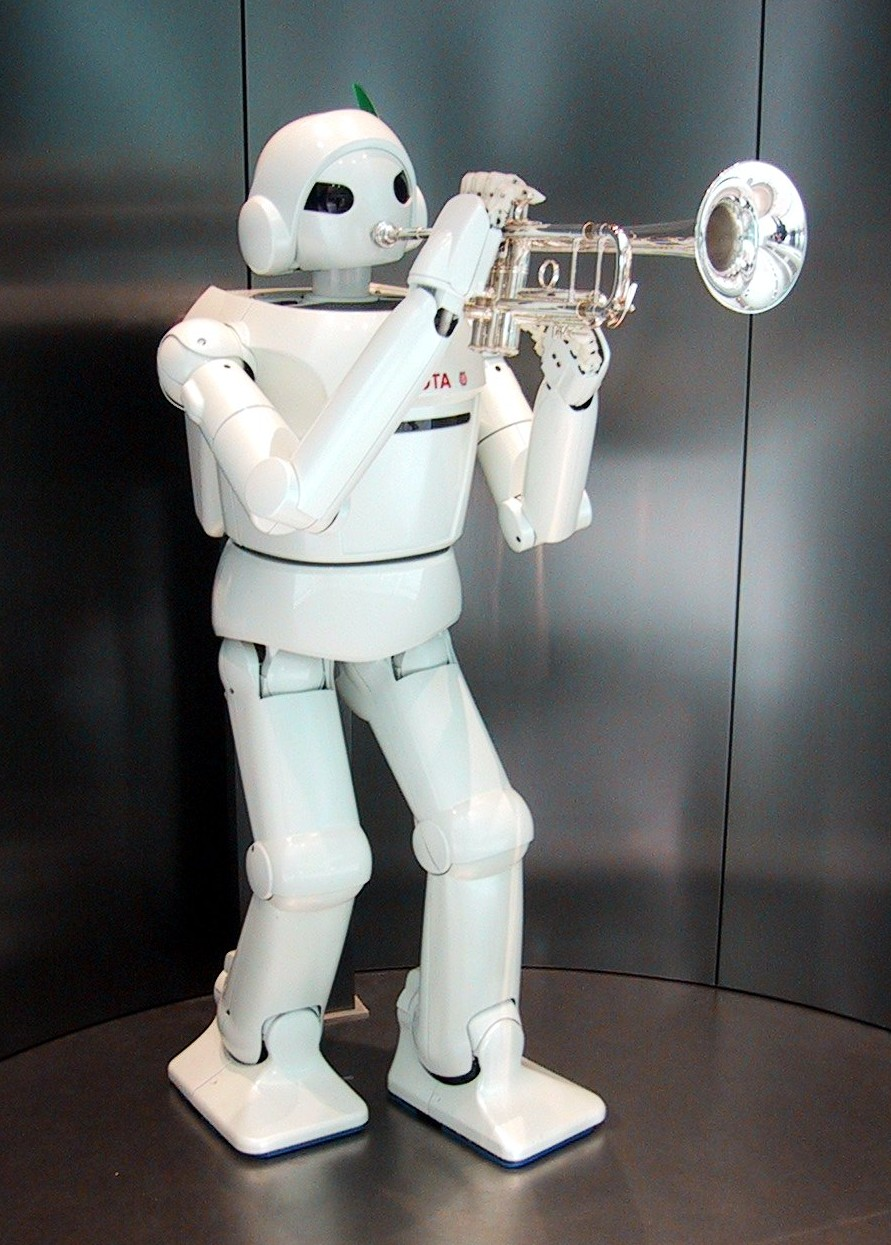
Humanoider Roboter spielt Trompete

Die deutsche Elektronikmusik-Band Kraftwerk gelangte 1978 mit ihrer Single Die Roboter des Albums Die Mensch-Maschine auf Platz 25 der deutschen Charts. Für ihre Bühnenshow ließen die Musiker spezielle ferngesteuerte Roboter entwickeln, die mit den aus Plastik nachgebildeten Gesichtern der Bandmitglieder versehen waren.
1983 kam das Lied Mr. Roboto der Band Styx in Deutschland auf Platz 8, in den USA auf Platz 3 der Charts. Es handelt von einem Gefängnis, das von Robotern bewacht wird.
Musizierende und tanzende Roboter, unter der Dirigentschaft eines verrückten Wissenschaftlers, sind in dem Videoclip zu dem Stück „Zoolook“ des französischen Musikers Jean-Michel Jarre von 1984 zu sehen.
In Herbie Hancocks Videoclip zu seinem elektronischen Instrumentalstück Rockit von 1983 tanzen Roboterbeine ohne Rumpf, mechanische Puppen versammeln sich um einen Frühstückstisch und ein humanoides Wesen zuckt unruhig unter einer Bettdecke. Regie führte das Duo Godley & Creme, die Puppen und Roboter entwarf der Künstler Jim Whiting, der mit seinem Maschinentheater Unnatural Bodies ab 1988 große Erfolge erlebte. Das Instrumentalstück Rockit befindet sich auf Hancocks Album Future Shock.
Das Dance-Projekt Das Modul veröffentlichte 1996 die Single Robby Roboter über einen einsamen und sich nach Liebe sehnenden Roboter (Text: „Er sucht eine Roboterbraut mit silber-grauen Augen, um sie zu küssen und berührn und an ihr rumzuschrauben“).
The Three Sirens, a self learning robotic rock band, von Nicolas Anatol Baginsky.
Einen Song mit dem Titel Paranoid Android veröffentlichte 1997 die Rockband Radiohead.
Auf ihrem Album Yoshimi Battles the Pink Robots von 2002 singt die Alternative-Rock-Band The Flaming Lips im Titelsong über ein Mädchen mit schwarzem Gürtel in Karate, das gegen böse Roboter kämpft. In dem Song One More Robot/Sympathy 3000-21 erzählen die Flaming Lips dagegen von einem Roboter, der zu leben, zu fühlen und zu lieben lernt.
In dem Song Coin-operated boy der Dresden Dolls von 2004, zu dem es einen Videoclip gibt, singt Amanda Palmer über einen mechanischen Puppenjungen aus elastischem Plastik, der per Münzeinwurf zum Leben erwacht und in den sich die Sängerin verliebt.
Der Musiker Alec Empire veröffentlichte 2008 auf dem Album The Golden Foretaste of Heaven das Techno-Stück Robot L.O.V.E., das die Gesangszeile She’s a machine trapped in a woman’s body enthält.
In dem Videoclip zu dem Song All Is Full of Love der isländischen Sängerin Björk von 1999 agieren zwei sich küssende weiße Roboter, die von Liebe, Vertrauen und Herkunft singen. Der Regisseur Chris Cunningham führte Regie bei dem Videoclip, der zwei MTV Video Music Awards verliehen bekam und eine Grammy-Nominierung erhielt.
Von der australischen Sängerin Justine Electra stammt der Song Fancy Robots.
Im Finale der achten Staffel der TV-Castingshow Germany’s Next Topmodel im Juni 2013 von Fernsehsender ProSieben mussten die Teilnehmerinnen in einer Disziplin mit dem Roboter Titan the Robot über den Laufsteg möglichst elegant gehen, zu dem Popsong Girl Like Me von Ladyhawke.
Das Cover des 2015 erschienenen Albums Genexus der amerikanischen Industrial-Metal-Band Fear Factory zeigt den offenen Torso eines Roboters. Zudem beschäftigen sich die Texte der Songs darauf konzeptuell mit dem Thema Roboter als autark handelnde und lebensverneinende Maschinenwesen, zum Beispiel in dem ersten Stück Autonom Combat System, mit pessimistischer Weltsicht inhaltlich vergleichbar mit der düsteren Handlung der Science-Fiction-Filmreihe Terminator.
Als Roboter-Band, die in einer futuristischen Bar auftritt, wird die weibliche dreiköpfige Indie-Rock-Gruppe Dream Wife aus Großbritannien in dem animierten Videoclip ihres Songs Hey Heartbreaker dargestellt, veröffentlicht im Januar 2018.
Zur Eröffnung von Hi Robot! – Das Mensch-Maschine-Festival am 13. März 2019 dirigierte ein humanoider Roboter namens Alter 3 im Rahmen der Uraufführung des Werks Scary Beauty – Android Opera des Komponisten Keiichiro Shibuya die Japanischen Philharmoniker im Museum Kunstpalast in Düsseldorf.
In dem Videoclip zu ihrem Song 365, eine Kollaboration mit dem deutsch-russischen Elektro-Pop-DJ Zedd von 2019, spielt Popsängerin Katy Perry einen weiblichen humanoiden Roboter, der menschliche Gefühle zu entwickeln beginnt. In dem Videoclip zu dem Song Free Yourself der Chemical Brothers von 2018 tanzen mit der Hüfte schwingende und Luftgitarre spielende Roboter in einer Lagerhalle.
Die Hard-Rock-Band Compressorhead setzt sich ausschließlich aus Robotern zusammen und wurde im April 2013 auf der Frankfurter Musikmesse präsentiert.
Die österreichische Popband Wanda veröffentlichte im August 2019 einen Videoclip zu ihrem Song Nach Hause gehen, in dem ein kleiner Roboter namens Nr. 6 neben der Band die Hauptrolle spielt, als offenkundige Hommage an den optisch ähnlichen Roboter Johnny 5 in dem Spielfilm Nummer 5 lebt! von 1986.
Im September 2019 tanzten in der Strip-Bar SC Club in der französischen Stadt Nantes zwei weiße humanoide Roboter, die laszive Hüftbewegungen ausführen können, als Installation des britischen Künstlers Giles Walker einen Monat lang an der Stange, beim Poledance. Die beiden tanzenden Roboter heißen humanoid girls und bestehen aus Teilen von Autos und Schaufensterpuppen.
Im Videoclip des souligen Dance-Stücks Say Hello von Keanu Silva, Younotus und Sam Gray, der 2020 erschien, setzen vier mechanische Roboterarme einen schwarz-weißen Roboter zusammen, der zum Leben erwacht und über die Geschichte der Menschheit staunt, die vor ihm über eine Videowand läuft. Der Videoclip zum Song Even Holding des amerikanischen Indie-Rock-Musikers Nico Rivers, gedreht von der Filmproduktionsfirma Warbird Creative Design, erzählt vom Alltag eines türkisfarbenen Roboters, vom Aufstehen über das Zähneputzen, Rasieren und Frühstücken bis zur Gartenarbeit.
Die Künstlergruppe „Montreal Life Support & Woulg“ von David Gardener und Greg Debicki entwickelte maschinenhafte Roboter mit dem Projekt-Namen „Empty Vessels“, die auf drei Cellos selbst komponierte Musik spielen können. Dabei spielen die Roboter Klänge, die menschliche Musiker nicht erzeugen könnten, aufgrund der beschränkten Anatomie der Hände. Das Projekt feierte seine Premiere während einer ausverkauften zweiwöchigen Konzertreihe bei der „The Society for Arts and Technology“ im kanadischen Montreal im November 2019.
Am 12. und 13. Oktober 2024 feierten die Dresdner Sinfoniker im Festspielhaus Hellerau die Uraufführung des Werks Roboter-Sinfonie (Semiconductor’s Masterpiece) von Komponist Andreas Gundlach. Als Dirigent diente ein dreiarmiger Roboter, ein sogenannter Co-Bot, der drei leuchtende Taktstöcke in den Farben Blau, Rosa und Gelb bewegte. Wegen seiner komplexen Rhythmen und Tempi könnte ein zweiarmiger Mensch dieses musikalische Werk nicht dirigieren. Anlass der Aufführung unter Leitung von Intendant Markus Rindt in Zusammenarbeit mit dem Exzellenzcluster CeTI (Centre for Tactile Internet with Human-in-the-Loop) der TU Dresden war das 25-jährige Jubiläum der Dresdner Sinfoniker.

## Roboter im Theater
Im Juni und Juli 2015 spielte der von der Beuth Hochschule für Technik Berlin entwickelte humanoide Roboter Myon an der Komischen Oper Berlin in der Oper My Square Lady mit.
Im Oktober 2018 inszeniert der Schriftsteller Thomas Melle an den Münchner Kammerspielen, in Zusammenarbeit mit Stefan Kaegi von der Theatergruppe Rimini Protokoll, das Theaterstück Unheimliches Tal / Uncanny Valley, in dem sich der Autor mit einem auf der Bühne sitzenden Roboter, einer mechanischen Nachbildung seines Selbst, über existenzielle Fragen unterhält.
Das Künstlerduo Gamut Inc, das sich aus Computermusikerin Marion Wörle und Komponist Maciej Śledziecki zusammensetzt, inszenierte im Februar 2022 in Zusammenarbeit mit dem RIAS Kammerchor eine musikalische Neubearbeitung des historischen Theaterstücks Rossums Universal Robots von Schriftsteller Karel Čapek am Comedia Theater in Köln, aus Anlass des 101-jährigen Jubiläums der Uraufführung des Originals. Librettist der Neufassung ist der Autor Frank Witzel. Zuvor lief das Stück bereits im Januar 2022 am Theater im Delphi in Berlin.

## Roboter im Sport
Im Rahmen der Olympischen Sommerspiele 2020 präsentierte der Automobilhersteller Toyota den Basketball-Roboter Cue3, der eine Trefferquote von 100 Prozent besitzt.